# Fusion (videogioco)
Fusion è un videogioco d'azione sviluppato dalla Bullfrog Productions e prodotto dalla Electronic Arts nel 1988 per Amiga e Atari ST.
In Fusion il giocatore deve trovare nove pezzi di una bomba che sono sparsi su tredici livelli. Il giocatore per muoversi nei livelli può utilizzare una navetta volante e un veicolo terrestre. Per poter recuperare la bomba vanno distrutti molti nemici e i loro centri di produzione. Vanno superate barriere di energia e vanno recuperate chiavi al fine di poter raggiungere zone bloccate. Dato che alcune zone sono raggiungibili solo da uno specifico veicolo il gioco ha anche degli elementi strategici.